# Aimilia Tsoulfa
Aimilia Tsoulfa (Athene, 15 mei 1973) is een Grieks zeilster.
Tsoulfa en Sofia Bekatorou werden van 2000 tot 2003 en met viermaal op rij wereldkampioen. 
Tijdens de Olympische Zomerspelen 2004 in eigen land won Tsoulfa samen met Bekatorou de gouden medaille in de 470.

## Resultaten

### Wereldkampioenschappen
| Jaar | Plaats      | Resultaten |
| ---- | ----------- | ---------- |
| 1998 | Dubai       | 470        |
| 2000 | Balatonmeer | 470        |
| 2001 | Koper       | 470        |
| 2002 | Cagliari    | 470        |
| 2003 | Cádiz       | 470        |

### Olympische Zomerspelen
| Jaar | Plaats   | Resultaten |
| ---- | -------- | ---------- |
| 1996 | Savannah | 17e 470    |
| 2000 | Sydney   | 14e 470    |
| 2004 | Athene   | 470        |

1988: Lynne Jewell / Allison Jolly ·
1992: Patricia Guerra / Theresa Zabell ·
1996: Begoña Vía Dufresne / Theresa Zabell ·
2000: Jenny Armstrong / Belinda Stowell ·
2004: Sofia Bekatorou / Aimilia Tsoulfa ·
2008: Elise Rechichi / Tessa Parkinson ·
2012: Jo Aleh / Polly Powrie ·
2016: Saskia Clark / Hannah Mills ·
2020: Hannah Mills / Eilidh McIntyre